# Língua búnaque

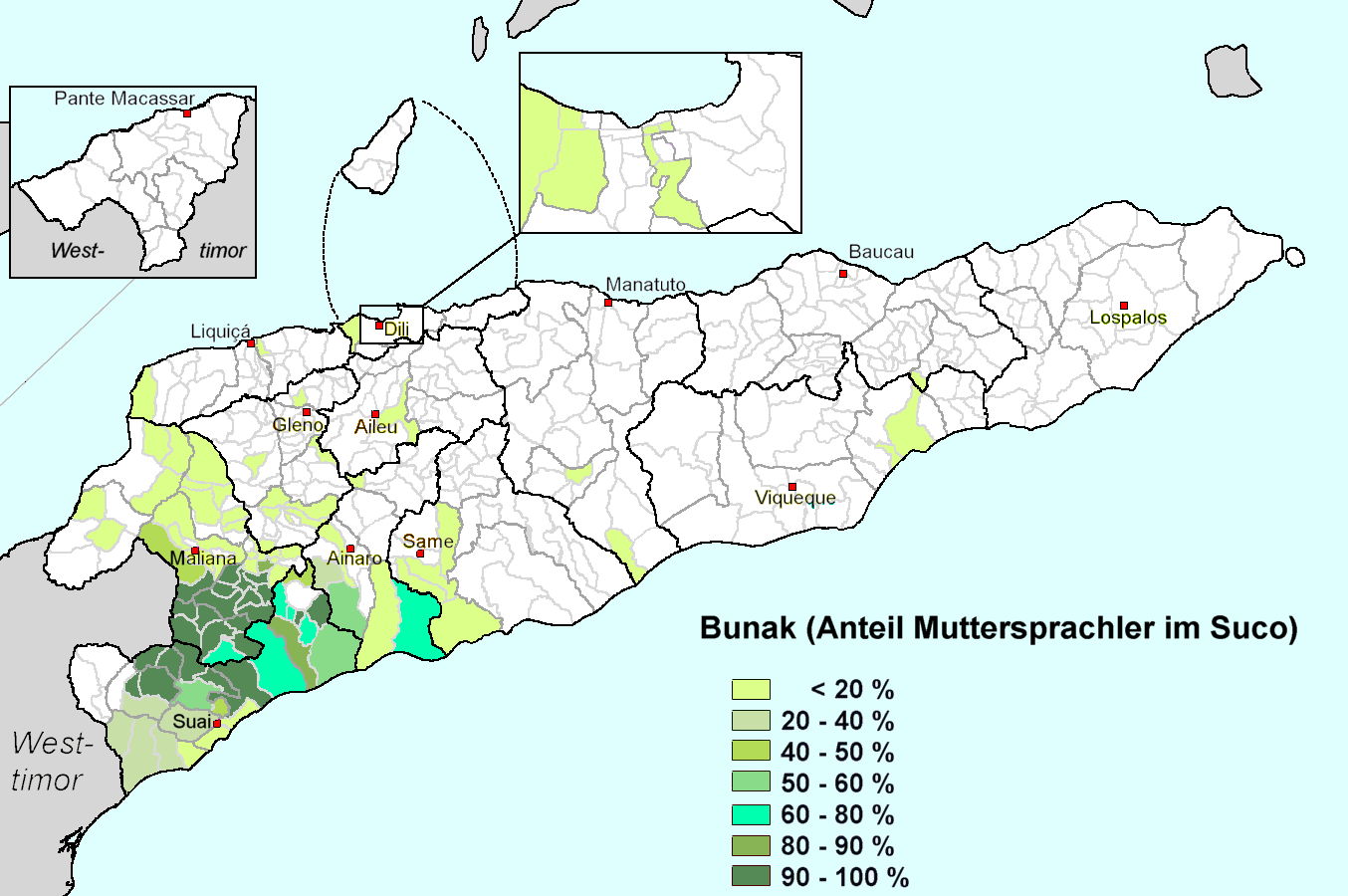
Língua bunaque em Timor-Leste

O búnaque é uma das "línguas nacionais" de Timor-Leste, falada por cerca de 50 mil pessoas no município de Bobonaro, muitos bilingues em tétum. O búnaque é uma língua de origem papua.
Têm o estatuto de "línguas oficiais" de Timor-Leste o tétum e o português.

## Literatura
- Schapper, Antoinette: Bunaq, a Papuan language of central Timor, PhD thesis, 2010, Australian National University.
- Schapper, Antoinette: A Grammar of Bunaq, Mouton Grammar Library, De Gruyter Mouton, 2022, ISBN 978-3-11-071450-0.